# Roßla
Roßla or Rossla là một đô thị ở huyện Mansfeld-Südharz, bang Saxony-Anhalt, nước Đức. Đô thị Roßla có diện tích 17,64 km².